# Pedregal de San Ángel
Il Pedregal de San Ángel si trova a sud della Valle del Messico. Si tratta di un ecosistema endemico formato da una colata di lava del vulcano Xitle, approssimativamente 5000 anni fa. La zona, per la sua particolarità e per il suo paesaggio unico, attrasse numerosi viaggiatori ed esploratori celebri, tra i quali: Alexander von Humboldt e Don Andrés Manuel del Río che lo visitarono e descrissero alla fine del XIX secolo.
Lo strato di rocce vulcaniche attualmente nasconde i resti delle prime civilizzazioni conosciute nella Valle del Messico, si tratta dei resti archeologici di Cuicuilco e le piramidi periferiche che si trovano nella zona più a sud del Pedregal (Città Olimpica).
Durante i secoli la zona del Pedregal de San Ángel fu vista come un luogo inaccessibile, adatto solo ad esploratori, curiosi e delinquenti. Di fatto si raccontano leggende che quella zona fosse usato dagli aztechi per far morire i condannati. L'urbanizzazione del luogo iniziò negli anni cinquanta, con i progetti dei più grandi architetti Messicani del tempo, tra loro Luis Barragán e Max Cetto, e anche diversi artisti che partecipavano all'opera più ambiziosa dell'epoca: la costruzione della Città Universitaria, tra gli artisti si possono ricordare Diego Rivera, Juan O'Gorman e David Alfaro Siqueiros. La prima casa costruita nel Pedregal si trova nell'attuale via dell'acqua e fu proprietà di Max Cetto.

## La riserva ecologica del Pedregal
Il Pedregal subì un grande rimpicciolimento dovuto all'incontrollata espansione urbana di Città del Messico. Oggi la zona rimasta è protetta dalla "Riserva Ecologica del Pedregal" nei terreni dell'UNAM. La riserva fu decretata nel 1983, grazie a una grande spinta degli studenti raggruppati nel "Comitato di difesa del Pedregal", i quali si opponevano vigorosamente alla distruzione da parte delle autorità universitarie, a fini urbanistici. Inizialmente la riserva contava con una superficie di 172 ettari e 133 metri quadrati.
La roccia basaltica protetta nella Riserva ecologica del pedregal ricarica le falde acquifere e mantiene l'umidità e la qualità dell'aria e contribuisce ad ammortizzare il cambio di temperatura.
Alla fine del 2005, ha avuto inizio un nuovo movimenti di difesa degli studenti, raggruppati nel "Gruppo Universitario per la protezione della Riserva del Pedregal", all'annuncio dalle autorità scolastiche che nei terreni dell'UNAM si intendeva costruire uno stadio di baseball. Inoltre durante l'amministrazione del rettore Juan Ramón de la Fuentes sono state costruite nuove strade all'estremo sud del campus creando così un grave problema di congestionamento dentro la Riserva e dentro la città universitaria. Queste nuove costruzioni contraddicono completamente lo spirito della riserva ecologica e paradossalmente sono le stesse che gli studenti avevano bloccato nel 1983.